# Yehuda Bauer
Yehuda Bauer  (  hebraico: יהודה באואר;  Praga, 6 de abril de 1926 – Jerusalém, 18 de outubro de 2024) foi um  historiador  e  estudioso israelita  do Holocausto, nascido na então Checoslováquia.  Foi professor de Estudos do Holocausto no  Instituto Avraham Harman de Judaísmo Contemporâneo  da  Universidade Hebraica de Jerusalém.